# エメット・ティル
エメット・ルイス・ティル （Emmett Louis “Bobo” Till、1941年7月25日 - 1955年8月28日）は、白人女性に口笛を吹いたことで殺されたアフリカ系アメリカ人の少年。愛称ボボ。

## 概要
14歳の時、イリノイ州シカゴの実家からミシシッピ州デルタ地区の親類を尋ねていた折、食品雑貨店店主、ロイ・ブライアントの妻キャロライン・ブライアント（21歳）に口笛を吹いたと、ロイと兄弟J. W. ミランから因縁をつけられた。二人は、後日ティルの大叔父の家からティルを無理やり連れ出し、納屋に連れ込んでリンチを加え、目玉を一個えぐりだした。その後銃で頭を撃ち抜き、有刺鉄線で70-ポンド (32 kg)の回転式綿搾り機を首に縛りつけて重りにし、死体をタラハシー川に捨てた。ティルの死体は3日後に川から発見され、引き揚げられた。
ティルの母親は、世界に殺害の残忍性を示すために、彼の顔が見えるよう棺を開いたまま葬儀を行った。ティルの遺体はシカゴに戻り、多くの市民がティルの葬儀に参列した。また、黒人雑誌や新聞報道を通じ、原形を留めぬほど損壊されたティルの遺体の写真を数万人が目にするところとなった。この事件に対する抗議の気運は、黒人活動家やその支援者から次第に範囲を広げてゆき、ついには全米でミシシッピー州内の黒人の人権に対する監視の目が集まるきっかけとなった。一方で、地元ミシシッピー州の新聞社と州司法当局は、はじめこそティルに対する暴力を非難し裁判を要求していたが、次第に地元住民を擁護し連邦政府が州に干渉することを批判するようになり、最終的には、州当局は殺人者を擁護する立場へと転換した。この事件の裁判は大いに報道の注目を集める事となった。判決において、被告ロイ・ブライアントとミランはティルの誘拐と殺人について無罪となったが、数ヵ月後、二重の保護の中で雑誌インタビューに応じ、ティルの殺害を認めた。この事件は、アフリカ系アメリカ人の公民権運動を大きく前進させるきっかけとなった重要な出来事の1つとして数えられている。奇しくも、ティルの8周忌に当たる1963年8月28日、マーティン・ルーサー・キング・ジュニアはワシントン大行進に於いて、歴史に残る「I Have a Dream」のスピーチを行っている。
2004年、アメリカ司法省は、ミシシッピー州の裁判におけるブライアントとミランの無罪判決に対し多くの問題点を認め、正式に再審の決定を下した。再捜査に伴い、ティルの遺体は掘り出され、改めて検死が行われた。その後、遺体発掘時の慣例に従い、新しい棺に納められ、再度埋葬された。ティルの古い棺はしばらく納屋に放置されていたが、2009年8月にスミソニアン協会に寄贈された。歴史家の言葉によれば、エメット・ティルの人生と死にまつわる出来事は、常に人々の心に共鳴し続け、ミシシッピーの全ての出来事が「魂の帰り着く所」として、ティル、そしてティルが死んだその地に最終的に繋がると言われる。

## 生涯

### 生い立ち
エメット・ティルは、メイミー Mamie Carthan（1921年-2003年）とルイス・ティル Louis Till（生年不詳-1945年）の息子として生まれた。エメットの母メイミーは 、ミシシッピ州デルタ地域の小さな町ウェブで生まれた。デルタ地域は、ミシシッピ州の北西部、ヤズー川と ミシシッピー川流域の領域を網羅している。メイミーが2歳の時、家族は地域の黒人差別と法の下の不平等から逃れるため、当時多くの南部の黒人が大集団で北部に移住した流れに従い、北部イリノイ州アルゴに移住した。 アルゴは「リトルミシシッピ」と呼ばれた程に、非常に多くの南部の黒人移民を受け入れ、メイミーの母親の家庭は、しばしば南から移動していた人々が「仕事と住居を探すための窓口」の役割を果たしていた。ミシシッピー州は、1950年代には米国で最も貧しい州であり、その中でもデルタ郡はミシシッピ州で最も貧しい地域の一部だった。メイミーの生まれたタラハシー郡における1949年度の1世帯あたりの平均所得は僅か690ドル（2010年度6357ドル）だった。黒人家庭の平均はさらに低く、わずか年間462ドル（2010年4256ドル）だった。黒人の経済的な成功のチャンスはほぼ皆無だった。ほとんどの黒人は、白人が所有する土地に小作人として住んでいた。そして黒人の投票権はなく、法的権利は限られていた。
エメット・ティルはシカゴで生まれ、家族から親しみを込めて「ボボ」と呼ばれた。メイミーは、自身の母（エメットの祖母）と共に息子を育て上げた。メイミーの夫ルイス・ティル(Louis Till)は、1942年、エメットが1歳の時に、メイミーが夫の不倫に気づき口論となった際ルイスは、気を失うほどメイミーの首を絞めたため、逆にメイミーから熱湯を浴びせられる事件があった後、ルイスに対し裁判所からメイミーに近付かない様命令が下り、刑務所に入るか軍隊に行くかの選択を迫られたため、彼は1943年に陸軍に入隊し、1945年に戦死した。エメットが6歳のときにポリオに感染し、持続的などもりに悩まされた。 1951年、メイミーはピンク・ブラッドレー(Pink Bradley)と再婚し、エメットと共にデトロイトに移った。その後エメットはシカゴに住む事を望んだため、エメットのみ祖母の元に戻った。その後メイミーも新しい夫と共にシカゴに戻り、一旦エメットと共に暮らす様になったが、結局1952年に離婚し、ピンク・ブラッドレーは一人でデトロイトに戻った。メイミーとエメットは、親類の近くのシカゴ市南地区の雑多な環境の中で二人きりで生活した。彼女はより多くの収入を得る為、アメリカ空軍の一般職員の仕事に就いた。そしてエメットは時々気が散るものの、十分勤勉に家事を手伝う事が出来た。母は、息子がその時自身の限界を知らなかった事を思い出した。メイミーとの離別後も、ピンク・ブラッドレーはしばしばメイミーの元を訪れ、脅迫し始めた。11歳のエメットは肉きり包丁を取り出し、ブラッドレーに対し「ここから出て行かなければ殺す」と迫った。だがそれでもエメットは幸せだった。彼といとこ、友達はたがいにふざけあった（一度エメットは、友達が居眠りした時に友達の下着を頭にかぶせ、そのまま車を乗り回した）。そして開いた時間を野球の試合に費やした。また彼は、粋なドレッサーとしてしばしば仲間の注目の的となった。
1955年、エメットはまだ14歳だったが、体重およそ150ポンド (68 kg)、身長5フィート4インチ (1.63 m)のがっしりした筋肉質の少年に成長し、既に大人の様に見えた。 メイミーの叔父モーセ・ライト（64歳）は、夏にシカゴを訪れた際、エメットにミシシッピーのデルタ地区の生活について話った。 エメットはデルタ地区を訪れてみたいと思うようになった。ティルが彼女に大叔父を訪問する事を乞うた後、メイミーは夏季休暇を申請して、エメットを叔父のいるデルタ地区に連れて行く計画を立てたが、大叔父ライトは、ティルのいとこのウィーラー・パーカー(Wheeler Parker)とカーティス・ジョーンズ(Curtis Jones)を同伴させる事にした。大叔父ライトは小作人であったが、しばしば「伝道師」とも呼ばれた臨時の聖職者でもあった。 大叔父ライトは、ミシシッピー州デルタ地区中の、グリーンウッドと言う町の北に8マイル (13 km)ほどの位置にあり、学校と郵便局、綿花搾り機があり、数百人が住んでいるマネーという小さな町に住んでいた。彼がデルタ地区に出発する前、ティルの母親はシカゴとミシシッピーは全く違う二つの世界だと警告し、「南部では白人の前で黒人がどう振舞わなければならないのかを知らなければならない」と説き、ティルは「分かった」と答えた。

### 殺人事件

#### 事件の背景
1882年以降の統計によれば、約500人のアフリカ系アメリカ人がミシシッピー州単独で法廷外のリンチにより死亡した。その件数は、1876年と1930年に顕著に出ており、1950年代中盤には減少しているものの、人種差別による殺人は常に起こっていた。南部全体において、厳格に設けられていた人種隔離システムは、異人種間の交流を避ける事を目的とした。その中でも、白人男性と黒人女性の性的接触はしばしば起こったものの、黒人男性に対する白人女性への保護は厳格に機能しており、非常にまれではあったが黒人の男が白人の女を誘うそぶりを見せただけでも黒人に対し最も厳しい罰をもたらす事があった。これらの慣習は、明らかに第二次世界大戦時に復活した。1954年、合衆国最高裁判所がブラウン対教育委員会裁判で「公立学校における人種分立教育の廃止」法案を合法と認めた後、人種間対立の緊張がさらに高まった。人種分離主義者たちは、この判決により異人種間結婚（白人と非白人の結婚）が合法化されるきっかけになると警戒した。特に南部の白人たちに対し、かえって社会的平等の外的圧力に対抗心を高めさせ、さらに黒人を束縛する方向へ向かわせた。ティルがマネーを訪れるほんの一週間前、ミシシッピー州ブルックヘイブン市における政治集会に参加していた黒人男性ラマー・スミスが、郡裁判所前で射殺される事件があり、3人が逮捕されたが、結局無罪となった。

#### 事件の発端

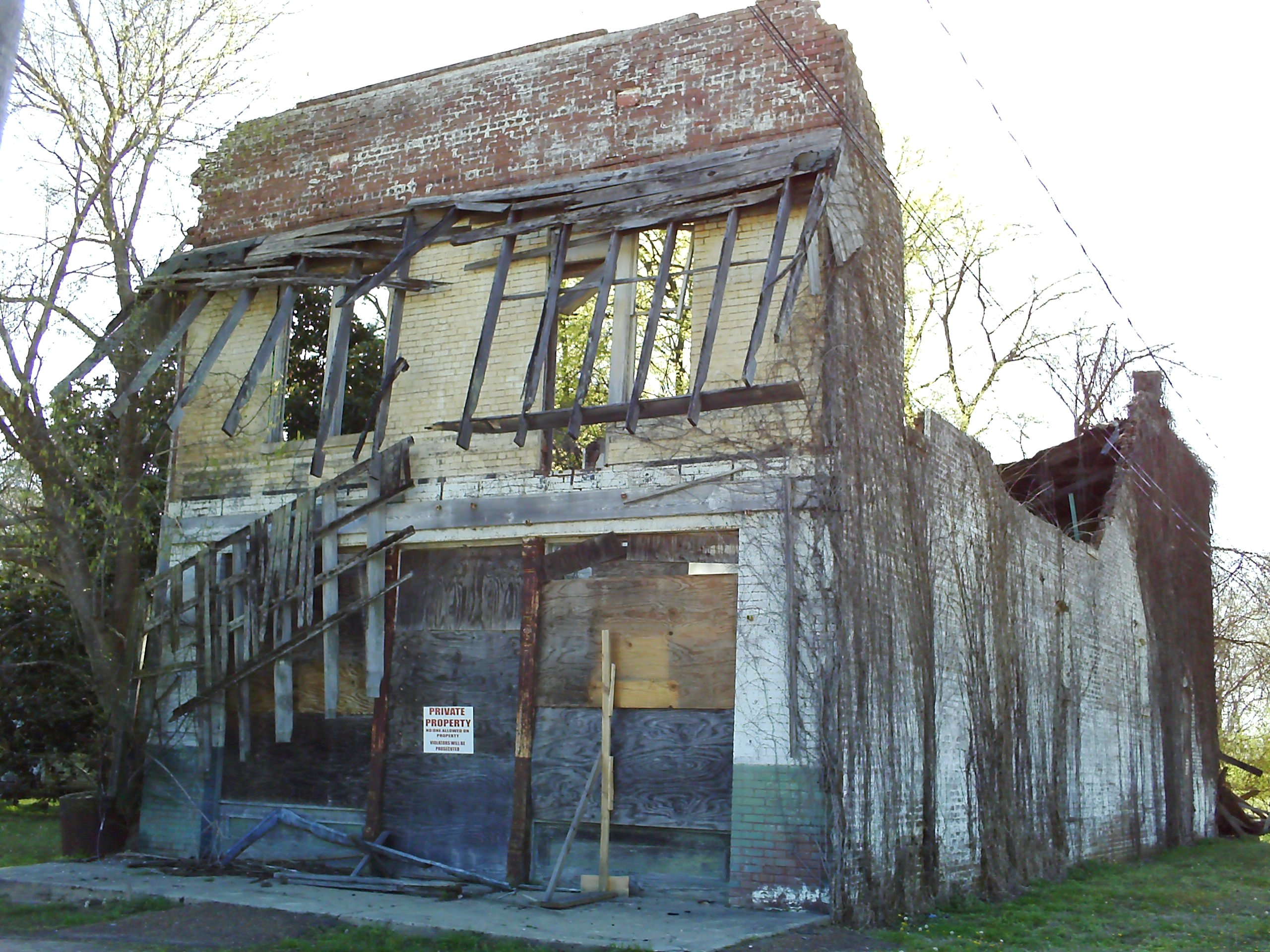
ブライアントの食料店跡（2009年）
座標

ティルは1955年8月21日にミシシッピーを訪れた。8月24日にティルと従兄弟のカーティス・ジョーンズは、大叔父ライトの教会の説教をすっぽかし、地元の少年たちと共にキャンディーを買いにブライアントの食料品店を訪れた。10代の少年たちは皆、地元の小作人の子供たちで、毎日綿花摘みの作業に従事していた。食料品店の店主は、白人の夫婦、ロイ・ブライアント（24歳）とキャロライン（21歳）で、売り上げの殆どが地域の小作人への商売で成り立っていた。その日は、キャロラインの従姉妹が奥で子守をしており、キャロラインは一人で店番をしていた。従兄弟ジョーンズは、ティルを他の少年たちと共に残して、通りの向うでチェッカーボードのゲームをする為に出かけていた。後にジョーンズは、他の少年たちから聞いた話として、ティルがシカゴで取った学校のクラス写真を持っており、この時、新しい財布の中から出てきた写真の中の、一緒に写真に写っている白人の少年たちは自分の友人だとティルが自慢し、そしてシカゴの白人の少女を指差し、 自分のガールフレンドだと言った、と証言した。地元の少年のうち一人又は複数が、ティルに21歳のキャロライン・ブライアントに声をかけるよう煽った。
ブライアントの商店の中の出来事に関する詳細な経緯はまだ明らかにされていないが、ティルがキャロラインに対し（異性へのアピールを意味する）親指と人差し指を使う口笛を吹いた可能性があるとも言われる。またティルの失踪に関する新聞のコラムで、ティルが自身の吃音を軽減するためによく口笛を吹いていたと解説している。彼の発音は時々不明瞭で、特に「B」の発音が聞き取りにくかったことをよく母親が指摘しており、さらにガムをかみながら発音したため、口笛のような音が重なったのではないかとも言われる。また別人の証言によれば、ティルがキャロラインの腕をつかんでデートに誘ったとの話もあり、店を出るときに「バイ、ベイビー」と言い、また「怖がらなくていいよ、ベイビー、僕は前に白人の女性と一緒にいたから」と言ったとの説もある 。キャロライン・ブライアントは後に、「ティルが自分の腰をつかんでデートに誘った」と断言した。彼女はその若い男が、印刷出来ない様な（卑猥な）言葉を使ったと証言した。キャロラインはそれらの出来事に驚いて店から飛び出し、車のシートの下に隠してあるピストルを取りに走り出した。彼女の反応を目撃した少年たちは、一目散に逃げ出した。 一人の少年は、カーティス・ジョーンズにその事を伝えに通りの反対に走った。ジョーンズとチェッカーをしていた年上の男はその話を聞き、暴力沙汰になるので直ちにここから離れるよう警告した。キャロライン・ブライアントは店での出来事を近所に話したのですぐに話が広がった。ジョーンズとティルは、トラブルに巻き込まれるのを恐れ、その話を大叔父モーセ・ライトに伝えるのをためらった。そしてティルは直ちにシカゴの実家に戻ることを希望した。その時ロイ・ブライアントはエビの仕入れにテキサスまで出かけており、8月27日まで不在だった。

#### 誘拐と殺害

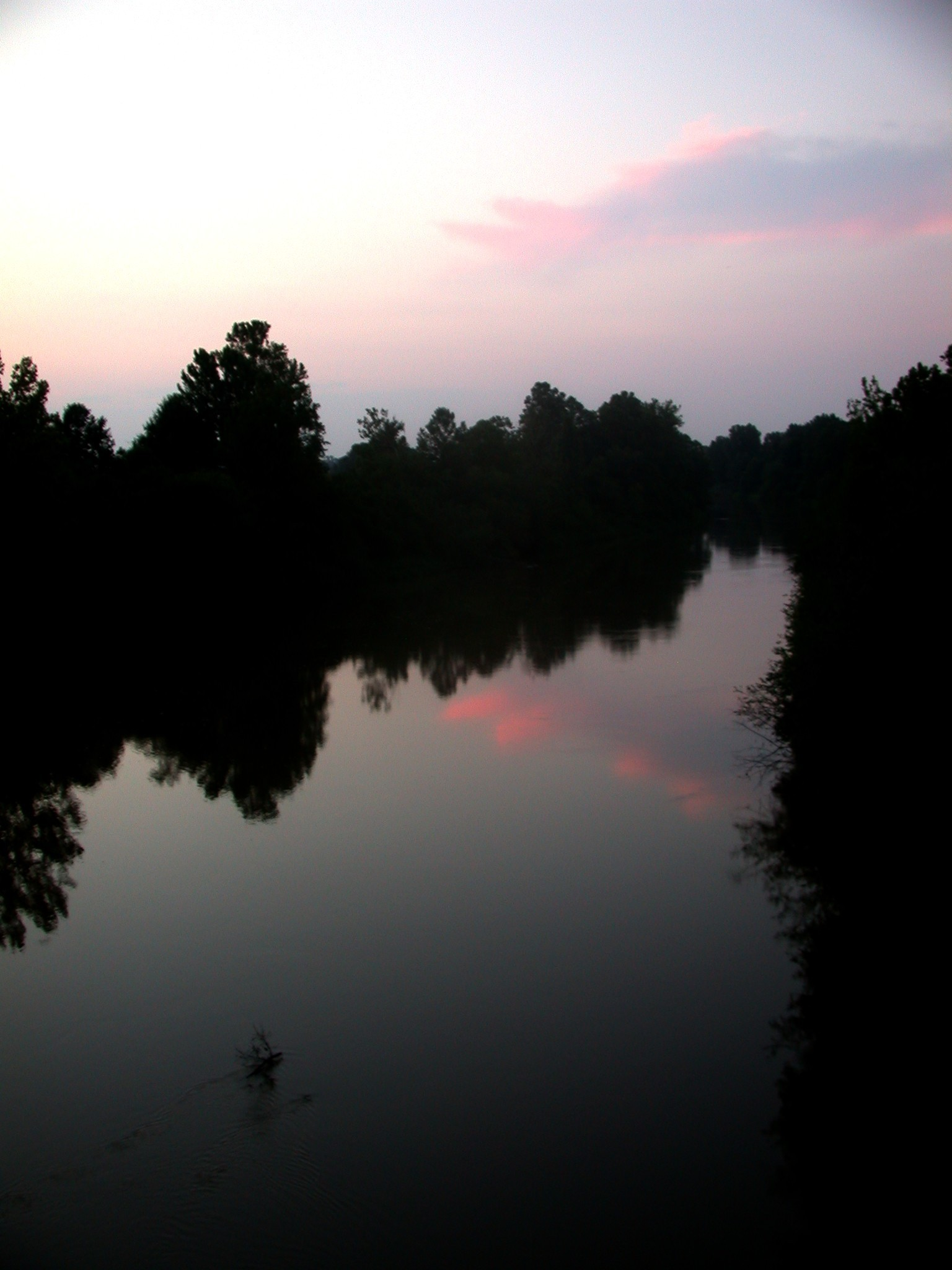
タラハシー川

ロイ・ブライアントがその話を聞かされた後、店に入って来た若い黒人たちにその事についてうるさく聞きまわった。その日の夕刻、ブライアントは、J.W.ワシントンという黒人と共に、道を歩いていた若い黒人たちに尋ねまわった。ブライアントはワシントンに命じ、道を歩いていた一人の若い黒人を捕まえて、小型トラックの荷台に押し込め、ティルとの出来事を目撃した、キャロラインが名前の分からないもう一人の黒人の身元を聞き出した。ブライアントとワシントンが捕まえたその黒人青年については、友人か両親がブライアントの店で彼の保証人となり、またキャロラインの仲間は、その黒人青年がキャロラインに近寄って話しかけた人物ではないと否定した。そうこうしながらも、ブライアントは若い黒人の男（ティル）がシカゴから来て、モーセ・ライトの家に泊まっている事を聞きつけた数名の証言者の情報によれば、ブライアントと彼の36歳の兄弟ジョン・ウィリアム(J. W.)ミランが、モーセ・ライトの家からティルを誘拐する事について議論しているのを耳にしたと言う事である。
1955年8月28日（日曜日）の午前2時から3時にかけて、ブライアンとミランともう一人の男（恐らくブライアントに雇われたと思われる黒人）が、モーセ・ライトの家に車で乗り付けた。ミランは拳銃と懐中電灯を携帯していた。彼はライトに、家の中にシカゴから来た3人の少年がいるか尋ねた。ティルは二人の従兄弟たちと同じベッドで休んでおり、その小さな2人用のキャビンには合計8人が休んでいた。ミランはライトに「（キャロラインに）話しかけた黒ん坊」のところに案内しろと要求した。彼らが事実関係を確認したところティルが「ああ」と答えたので、彼を撃つと脅迫して、服を着るように命令した。男たちは、「見ている事を話せば殺す」とライトを脅迫した。ティルの大叔父ライトは、現金を渡すから許してほしいと頼んだが彼らは応答しなかった。男たちはティルを小型トラックの荷台に押し込め、ミシシッピーの片田舎ドリューの、クリント・シャーデン農場まで走り去った。ティルはピストルの柄で殴りつけられ、再びトラックの荷台に押し込められ、防水布を被せられた。その日の夜まで、ブライアントとミランは、ティルと共にいる所を数箇所に渡って目撃されている。数名の目撃者の証言によれば、彼らはティルをグレンドーラの近くのミランの家の裏の納屋に連れて行き、そこで再び彼を殴りつけ、その後どうするか話し合った。ティルが座っている小型トラックの周辺を、2人から4人の白人と4人の黒人の男たちがうろついていたとの目撃証言がある。ミランの納屋の前を通り過ぎた者が、人が殴られる様な音を聞いている。ティルが、ミランの納屋か、又はタラハシー川のどちらの時点で射殺されたかについては異論がある。彼はブライアントの店まで車で連れて行かれ、そこでトラックの荷台に大量の血液が溜まっていると数人が連絡してきた。ブライアントは鹿を殺したと彼らに説明したが、一つの例として彼に質問した黒人にその死体を見せ、「利口な黒ん坊はこうなるのさ」と言い放った。
1956年の雑誌Look Magazineに掲載された、アメリカ人記者ウィリアム・ブラッドフォード・ヒューイのインタビューの中で、ブライアントとミランは、意図的にティルを殴打して、さらにティルを怖がらせるために、築堤から川に放り込んだ事を認めた。しかし、殴打されている間もティルは「この野郎」と反抗して、さらにティルは（白人と）平等だと主張し、過去に白人女性と関係があったと言ったとミラン達はヒューイに話している。その後ティルをトラックの荷台に押し込み、70-ポンド (32 kg)の綿搾り機の回転翼部分だけを盗み（まだ辺りが明るかったので、盗みが見つかるのではないかとためらった、唯一の時である）数マイル川岸を運転し、ティルを捨てる場所を探し続けた。そして川岸でティルを射殺し、回転翼の重りをくくりつけた。
モーセ・ライトは家の前庭のポーチで、ティルの帰りを20分間待ち続けた。その後も彼はベッドには戻らなかった。彼とマネーの町の男たちはガソリンを買い、周辺を運転し続け、ティルを探し続けた。しかしティルを見つけ出す事は出来ず、朝8時に帰宅した。カーティス・ジョーンズは、ライトから、命の危険があるため警察に通報できないと聞かされた後、「レフロア郡」保安官他に連絡し、カーティスの母親はヒステリックにシカゴのティルの母親に電話した。ライトと彼の妻も、エリザベス・ライトの兄が連絡を取った保安官のいるサムナーまで運転して来た。ブライアントとミランは、レフロア郡保安官、ジョージ・スミスから事情聴取された。彼らは、ティルを大伯父の下から連れ出した事は認めたが、その夜の内にブライアントの店の前で解放したと主張した。ブライアントとミランは誘拐の容疑で逮捕された。ティルが行方不明になった事が知れ渡り、直ちにミシシッピー州はNAACP会長のメドガー・エヴァーズ及び、同協会ボリバー郡主任で、後に綿摘み農夫に変装して綿花地域に入り込みティルの捜索に尽力する
アムジー・ムーアに通報した。

#### 遺体の発見
ティルが行方不明になってから3日後、タラハシー川で魚釣りをしていた2人の少年が、かなり腫れあがって損傷の激しい死体を発見した。特にその頭部はかなり激しく損傷しており、右耳の上頭部には銃で打ち抜かれた銃創が認められ、片方の眼球が無く、背中から尻に渡って激しく叩かれた形跡が残っており、首にはワイヤーで回転翼が錘として括り付けられていた。遺体に着衣はなかったが、"L. T." のイニシャルと"May 25, 1943"の刻印のある銀の指輪が残っていた。
ティルの所在に関する情報と、川から上がった死体の身元確認情報との間の混乱が、裁判に大きく影響する事となった。ミシシッピーの地域新聞デルタ・デモクラット・タイムスのジャーナリスト、ホーディング・カーターが、ティルはおそらく親類の手でかくまわれ、密かにシカゴに戻った可能性があると報じた。遺体の顔面は、外傷および川の中に沈められていた事により、識別不可能となっていた。モーセ・ライトは、ティルの識別の為、タラハシー川まで出向いた。ティルの遺体にあった銀の指輪は遺体から外され、ライトに返された後、地方検事に引き継がれた。遺体にあったその指輪がはたしてティルの物だったかどうか、またティルが生きている間にその様な指輪をしていたと言う証拠があるのかどうかと言う点で、黒人と白人の間で議論になったとの目撃者の話が残っている。

## 葬儀、世論の反響
人種感情に起因する殺人事件が数十年に渡り南部中で起こったが、この14歳の少年を取り巻く厳しい南部のカースト社会制度の環境を知らないまま、ティルは成長した。ティルの事件は、北部と南部の行政慣習の違い、ミシシッピー州の社会的状況に伴う人種隔離政策等、多くの問題点を浮上させる大きなきっかけとなった。そして、この事件を非難する「NAACP 全米黒人地位向上協会」に対する、クー・クラックス・クランとも関連があると指摘される「白人市民会議」との冷戦抗争を、全米、海外のメディアがセンセーショナルに報道を続け、世界が注目する所となった。ティルが行方不明になった時、地元新聞「グリーンウッド・コモンウェルス」は素早くその事件を3面記事に掲載し、他のミシシッピー紙も迅速にその報道をコピーした。
遺体が発見されたと言う報道がなされ、翌日に、ティルと母親がクリスマスの日に共に微笑みながら写っている写真が「ジャクソン・デイリー・ニュース」と「ヴィックスバーグ・イブニング・ポスト」紙上に掲載され、「ティルの殺人に関連した人物は恥を知るべきだ」と言う社説を掲載した。それは、「今や、ミシシッピーを愛する全ての市民は、チンピラ貧困層の白人が我々の良識を破壊する前に、行動を起こすべき時だ」と訴えかけていると読めた。そして、「ミシシッピー社会を失墜させているのは黒人ではなく、暴力を容認している『白人市民会議』の様な白人が原因だ」と論じている。
ティルの遺体には着衣が施され、ライムに覆われ、松木の棺に納められ、埋葬の準備が施された。遺体には、ミシシッピーにある間に防腐処理が施されたものと思われる。ティルの母親、メイミー・ティル・ブラッドレーは、ティルの遺体をシカゴに戻す事を希望し、ミシシッピーでの埋葬を阻止するため、イリノイ州とミシシッピー州当局及び地域担当に、息子が確実にシカゴに戻される様に働きかけを行った ミシシッピーでは医師による検死は行われなかった。
ミシシッピー州知事、ヒュー・L・ホワイトは当初、この事件を遺憾に思い、地域が積極的に事件の捜査、起訴を継続しなければならないと主張した。そして、完全な捜査の実施と「ミシシッピー州はこの様な行いを容認しない」事を約束する電報をNAACPに送信した。また、デルタ地区の、白人、黒人の住人は共に、ティルの事件から距離を置き、この状況に嫌悪感を示した。地元新聞の社説は、異論なくこの殺人を非難した 。
だが、すぐにティルの事件に対する各方面の対応の矛盾が表面化した。白人市民会議理事長のロバート・パターソンは、「人種隔離主義こそが黒人の安全を保障していたにもかかわらず、その秩序をNAACPが破壊した事実こそが、ティルを死に追いやったのだ」と嘆いて見せた。これに対し、NAACP理事長のロイ・ウィルキンズは、この事件をリンチ殺人事件として断じ、ミシシッピーが殺人を通して白人優越主義を維持しようとしていると非難した。ティルの母メイミーは取材に対し、「ミシシッピー州が、息子の殺人犯人の捜査に対し財政的援助を行うべきであり、その為の法的援助を求める」と語った。だがこの発表は、「ミシシッピー州が事件そのものへの賠償責任を負わなければならない」と言ったと取られる誤解を生む事となった。 
ティルの遺体がシカゴの「A. A.レイナー葬儀所」に到着した時、メイミー・ティル・ブラッドレーは、ティルの遺体を確認すると主張して譲らず、その死臭が周辺おおよそ2ブロック先まで漂ったと言われている。彼女は「これ以外に、この中に何があるのか皆さんに分かって頂ける方法がありません、これしかない。世界中がこれを見てほしい！」と語り、棺のふたを開いたまま葬儀を行う事を決めた。数万人がシカゴにある「ロバーツ教会（Roberts Temple Church of God in Christ）」での葬儀に参加し、ティルの遺体を見るために列を作り、数日後にはさらに数千人が葬儀に参加した。大きく損傷を受けたティルの遺体写真は全米に配信され、特に黒人系雑誌「ジェット誌」と「シカゴ・デフェンダー」ではその厳しい論調と共に、多くの世論の反響を巻き起こした。ネイション誌とニューズウィークの論説によれば、シカゴの黒人社会でも「ここ近年来、聞いた事がない類の事件」として伝えられている。 
ティルの遺体は、1955年9月6日にシカゴの近郊アルシップにあるバー・オーク墓地に埋葬された。ティルに関するニュースは、全米両海岸の隅々まで広まった。シカゴ市長リチャード・J・デイリーとイリノイ州知事ウィリアム・スタットンは共にこの事件に介入し、正義が行われる様ミシシッピー州知事のホワイトに訴えた。
だがその後、ミシシッピー州内の新聞報道のトーンが劇的に変化した。シカゴの葬儀所で暴動が起こったと言う虚偽のニュースが新聞に載った。軍服を着て微笑んでいるブライアントとミランの10年前に撮られた写真が掲載され、キャロライン・ブライアントの美しさと美徳が紙面で絶賛された。事件に怒った州外の黒人と北部の白人達が（ミシシッピー州内に）侵入したと言う噂がたち、これを真に受けたレフロア郡保安官が侵入者を連行しようとする行動がとられた。地域の事業家で外科医、ミシシッピー州内で最も裕福な黒人の一人であり、公民権推進運動リーダーでもあったT. R. M.ハワードは、「もし黒人を虐殺した事が許されるならば、『第2の南北戦争』になるだろう」と警告を発した。ロイ・ウィルキンズのコメントの後あたりから、（南部）白人層の意見が変わり始めた。歴史研究家のスティーブン・ホイットフィールドは、「北部側の意見や影響を拒否しようとする、一種の強迫観念に似た南部特有の『閉鎖性』が、ミシシッピー州内の白人達に特に強く見られる」と語っている。「タラハシー独立州」とあだ名が付くほど、この独自の風潮が特にタラハシー郡で深く、前保安官によれば「ここの住人は自分のやりたい様にする」ので郡の治安を維持するのが難しかったと言われる。
最初にティルの遺体を検視し、ミランとブライアントの起訴を担当した、タラハシー郡保安官のクラレンス・ストライダーは、9月3日の発表で、タラハシー川から引き上げられた遺体がティルの物かどうか疑問であり、その時点でまだ生きていた可能性があると表明し、（状況は容疑者にとって）「良好だ」と述べた。ストライダーの説によれば、遺体は（恐らく）NAACPによりそこに置かれ、T. R. M.ハワードが共謀し、後から指輪を遺体に装着した（のだろう）と述べた。 ストライダーは、自らのミシシッピーの人々に関する報道発表の後、状況が変わる事を希望したが、後に「最後に自分がしたかった事は、キツツキを守る事だった。だが選択の余地は無かった」と述べた。
検察官ハミルトン・コールドウェルによれは、「白人による黒人男性への暴力行為が、白人の女性を侮辱したと言う理由で行われた場合、（裁判において）検察側の主張が通ると言う確信がなかった」にもかかわらず、ブライアントとミランは殺人罪で起訴された。地元ミシシッピーの黒人向け新聞はこの告発に驚き、なおかつ（北部の新聞）「ニューヨーク・タイムズ」と同様に、この決定を称賛した。検察官ジェラルド・チャタムによる、「たとえどの様な有力な証拠があっても有罪の評決を獲得する事が非常に困難であり心配だ」とするコメントを、NAACPが憂慮していると言う発表が、北部の紙面で大きく報道された。当初、資金面でブライアントとミランは弁護士を雇うのが困難であったが、サムナー法律事務所の5人の弁護士が、「プロボノ」として援助活動を申し出た。（ブライアントとミランを支援するための）募金箱がデルタ地区の商店や公共の場に設置され、最終的に弁護費用1万ドルを集めた。

## 裁判
遺体発見場所であるタラハシー郡サムナーで公判が行われる事になった。この小さな町サムナーにたった一つしかない公判所の周辺は、全米から詰め掛けた報道関係者によって包囲された。ジャーナリストのデイヴィッド・ハルバースタムは、「これは公民権運動史上初めての偉大なメディアイベントだ」と賞賛した 。ブルーノ・ハウプトマン（リンドバーグ愛児誘拐事件の容疑者）と、マシンガン・ケリーの公判を取材した事がある記者は、「これは今まで自分が見た中でも最も世間が注目した特筆すべき公判だった」と当時の感想を述べている。黒人の訪問者に開放されるホテルの部屋は無かった。メイミー・ティル・ブラッドレーは公判の証言に訪れたが、ミシガン州の議員チャールズ・ディグスにこの事を訴えた。このため、メイミー・ブラッドレー、ディグス、そして数名の黒人レポーターは、マウンド・バイユーにある、T. R. M.ハワードの、武装した護衛によって警備されている、広大な敷地の中の邸宅に滞在する事となった。公判開始の前日、フランク・ヤングと言う若い黒人がハワードの元を訪れ、事件に関する2人の目撃者を知っていると告げた。（"Too Tight"と呼ばれた）レビ・コリンズと、ヘンリー・リー・ロギンズは、レスリー・ミラン（彼の納屋でティルが殴られた）の黒人従業員、J.W.ワシントンの兄弟だった。コリンズとロギンズの存在は、ミラン、ブライアントと、ティルとの関係について注目された。検察側は、コリンズとロギンズの存在を知らなかった。だが、ストライダー保安官は、彼ら2人をチャールストンの拘置所に拘留し、尋問を行った。
公判は、1955年9月に開かれた。裁判は5日間続いたが、出席者はその間（法廷内が）非常に暑かった事を覚えている。法廷は280席の容量があったが、当然のごとく、人種によって席が仕切られた。全国の主要な新聞社の記者も出席し、黒人系メディアも訪れた。黒人記者は、白人の記者よりも陪審員から距離を置いて座らされた。ストライダー保安官は、昼食から戻ってきた黒人の傍聴人たちに、「やあ、黒ん坊たち、おかえり」と明るく声を掛けた。北部から来た傍聴人は、この法廷が尋常でない形で進められている事に驚きを禁じえなかった。陪審員は、公判中にビールを飲む事を許され、白人の傍聴人の多くは腰にピストルを下げていた。
川から引き上げられた遺体の身元を特定する事は出来ず、この為、弁護側の戦略として、ティルが本当に死んでいるかどうか疑わしいと言う主張を行った。弁護側は、ブライアントとミランが、一旦ティルを連れ出したが、その後開放したと主張した。さらに弁護側は、ティルがブライアントとミランに連れ出された時にいた「モーセおじさん」と、ここにいるモーセ・ライトが同一人物だったのかと言う証明を求めてきた。その時、ミランの懐中電灯のみが灯されており、他の光源は無かったからである。ティルを誘拐した晩、ミランとブライアントはライトに自分たちの身分を明かしていたが、3人目の男は何も言わず、ライトはミランとブライアントだけをはっきり見た。ライトが立ち上がり「それは彼だ」とミランを指差した。その証言は、特筆に価すべく勇敢であり、アメリカ裁判史上、黒人が白人の有罪を指摘した最初の事例となった。黒人ニュースネットワーク「ナショナル・ニュース協会」で活動したジャーナリストのジェームズ・ヒックスは、公判を傍聴し、ライトがミランを指差したその姿に大変感銘を受け、それはまさに歴史的な瞬間であり、まるで「電気ショックを受けた」様だった。ニューヨーク・ポスト記者は、ライトの行動について「彼のこの行動は、他のどんな言動よりも強く人々を動かした」と書いている。この裁判を取材したニューオーリンズのタイムズ＝ピカユーン記者は、「私が今まで仕事上で目撃した中で最も劇的な場面だった」と述べている。
メイミー・ティル・ブラッドレーの証言によれば、彼女は息子に、ミシシッピーでのマナーに気をつけるように注意したが、その事が、ティル自身の考えにかかわらず、白人の前に膝を折って許しを請う状況を作り出したと証言した。被告弁護側の反対質問として、シカゴの棺の中の人物が本当にティルだったのか、そして彼女が息子にかけていた400ドルの生命保険に関連して疑問があると述べた。
裁判が進行する間、レフロア郡保安官ジョージ・スミスとT. R. M.ハワード、そして白人と黒人数人のリポーターは、コリンズとロギンズの所在を突き止めようとした。それは結局不可能だったが、3人の目撃者が、コリンズとロギンズが、ミランとブライアントと共に、ミランの所有地にいた事を証言した。彼らの内2人は、誰かが叩かれ、殴られて、泣いているのを聞いたと証言した。別の証言者は、とても小さな声で証言したため、もっと大きな声で話すよう裁判長より数回注意されたが、彼は犠牲者が、「ママ、主よお慈悲を、主よお慈悲を」と叫ぶ声を聞いた。カーティス・スワンゴ判事は、検察側が、キャロライン・ブライアントの証言はこの事件では無関係であると反対した後、陪審の前でない所で証言するのを許した。だがその内容は、陪審員側に漏れた可能性がある。ストライダー保安官は、ティルがまだ生きていたという彼の理論を弁護側のために証明した。川から引き上げられた時の遺体は白く、またグリーンウッドの医師は、死体が長い間水中に沈められていたため、遺体をティルとして認識するには損傷がひどく、識別は不可能だと証言した。
最終弁論に於いて、検察官の一人は、ティルの行動が間違っていた事を認め、（事件そのものは）単なる懲罰であり、殺人でないと言う主張を正当化した。ジェラルド・チャタム検察官は、情熱的に正義を要求し、陰謀を企んだ保安官と医者の声明を嘲り返した。メイミ・ブラッドレーは、彼の弁論に非常に感動した事を示した。弁護側は、夜間殺害されたと言う検察側の理論はありえないと述べ、もし陪審員がブライアントとミランに有罪判決を下すならば、陪審員の「祖先達は墓の中でひっくり返るだろう」と言った。ミシシッピー州の殺人容疑者に対する判決は、終身刑、死刑、又は無罪の3種類しかない。9月23日、67分間の短い協議の結果、陪審員の判決は、両被告の無罪の評決を下した。陪審員の一人は、「我々がポップを飲むために休憩しなければ、それほど長くかからなかっただろう」と感想を述べた。 
裁判後の評論では、新たな批判が起こった。メイミー・ティル・ブラッドレーは、法廷で証言に立っている間、あまり泣かなかったと非難された。ほとんど排他的に、タラハシー郡の経済的に貧しく人種感情の激しい東部丘陵地域の白人が報酬を目当てに、陪審員として集められた点にも批判が向けられた。歴史家スティーブン・ホイッティカーによれば、ブライアントとミランの住むレフロア郡の河川地域により近く、黒人と共に生活するノブレス・オブリージュの感覚を持った白人と異なり、東部丘陵地域の白人住人達の人種感情は、著しく強烈だった。正当な票決を維持すると言う名目で、少しでも個人的にブライアントとミランを知っていた陪審員を解雇した事で、検察当局は非難された。裁判後に、被告を個人的に知っていた人物は皆、彼らを嫌っていた事が明らかになり、上記の検察の対応が間違いであった点を、ホイッティカーは指摘した。 一人の陪審員は、当初2度有罪に投票したが、3度目の投票では他の陪審員と共に無罪に投票した。後のインタビューで（当初有罪に投票した）陪審員は、個人的にブライアントを知っていると認めた上で、ミランは有罪だったが、単に黒人を殺したと言う理由で白人に終身刑または死刑を適用するべきと思わなかった、と語った。2名のかつての陪審員に行った2005年のインタビューで、彼らが弁護側の説明を信じていた事、そして検察側が、ティルが確実に死亡し、川から引き上げられた死体がティルであったと言う事を証明しなかったと述べた。
1955年11月、大陪審に於いて、モーセ・ライト、そして（悲鳴と殴打の音の聞こえる納屋にミランが入ったのを目撃した）ウィリー・リードと言う若い男が、2人揃って証言した。大陪審は、誘拐についてブライアントとミランに無罪の決定を下したにもかかわらず、彼らはその後のインタビューでティルの誘拐を認めた。その後、モーセ・ライト、ウィリー・リードと、裁判でミランとブライアントの目撃証言を行った黒人数名は、T. R. M. ハワードの資金援助により、シカゴに移住した。

## メディアの論評
主な海外の都市、カトリック、プロテスタント、ユダヤ人、そして社会主義系を含む各メディアは、一様にこの判決に激怒し、アメリカの社会風習を非難の的にした。だがアメリカ南部、特にミシシッピーの新聞は、司法制度がその機能を（正常に）果たしたと書いた。ティルの事件は、その後もこの裁判の判決とジム・クロウ法の存在する社会制度について、南部と北部の間で、黒人系新聞上で、NAACPと様々な種類の人種隔離主義者との間で、大きな議論に発展し、引き続き数週間ニュースになり続けた。
1955年10月、ミシシッピーの新聞「ジャクソン・デイリー・ニュース」は、米軍に召集されたティルの実父、ルイス・ティルについて、その事実を掲載した。その報道によれば、ルイス・ティルは、イタリアに駐留している間、女性2人を強姦し、その後1人を殺した。彼は軍法会議にかけられ、1945年7月にピサ近郊で軍により絞首刑に処せられた。メイミーと彼女の家族はこの事実を全く知らず、それまでルイスは「故意の不正行為」のために死んだとのみ知らされていた。ミシシッピーの上院議員、ジェームズ・イーストランドとジョン・C・ステニスは、ルイス・ティルの陸軍の犯罪記録について徹底調査を行った。エメット・ティル殺人事件の公判はすでに終わっていたが、彼の父に関するニュースは、1955年10月と11月の数週間に渡り、エメット・ティルの行動とキャロライン・ブライアントの完全性と共に、読者を引き付ける議論として、ミシシッピー紙の一面に掲載された。スティーブン・ホイットフィールドは、「ティルの父親についての論説の料と比較して、ティル（自身）の行動の奇妙さを立証する為に払われた努力が不足している」と書いているだがミシシッピー州の白人住人にとって、ティルの衝動は、明らかに父親から来た遺伝子による本能であると理解した。歴史家、デイビス・フックとマシュー・グリンディによれば、「ルイス・ティルは、北部対南部、黒人対白人、NAACP 対白人市民連合の、いちかばちかの非常に重要な修辞的な勝負の駒となった」と言われる。
ブライアントとミランは、一事不再理の原則により（無罪が確定した事を受け）3,600ドルから4,000ドルの報酬で、ウィリアム・ブラッドフォード・ヒューイのインタビューに答える事で、Look マガジンと合意した。会見は、ブライアントとミランの弁護士の法律事務所で行われた。ヒューイは、直接質問を行わず、ブライアントとミランの弁護士が行った。その内容は以前に聞かされた物ではなかった。ヒューイによると、年長のミランの方が、ブライアントより明晰で、自信を持っていた。ミランはティルに発砲した事を認めたが、二人ともそれが有罪に価し、何ら間違った事をしたとは認めなかった。しかしそのインタビューの後、ミシシッピーに於ける二人への信頼は崩れ去った。黒人は彼らの店で買い物をすることを拒否し、銀行から資金担保の融資を行う事が出来なくなり、彼らは破産した。 
ヒューイが行ったブライアントとミランへのインタビューは、爆発的な反響を呼んだ。彼らが躊躇なくティルを殺害したと言う彼らの真鍮の告白は、著名な公民権リーダーをして、連邦政府に対しこの事件を再調査させる強烈な後押しとなった。この殺人事件は、州や地域の司法制度が公民権を侵害していると認められる場合、司法省がこれに介入する事を可能にする為の「1957年公民権法」を成立させる一つの大きな動機づけとなった。ミランとブライアントが単独行動を取ったと言う、ヒューイのインタビューの内容は、それ以前の物語の矛盾を補った。ティルの事件に関与していたと思われる、コリンズとロギンズその他についての事件への関与の忘れ去られていた部分の詳細は、歴史家デビッドとリンダ・ベイトにより語られている。
エメット・ティルは、メディア文化と文芸学術文化に於いて、アメリカ人の意識に浸透し始めた。ラングストン・ヒューズは、後に「ミシシッピー、1955年」として知られる様になった「無題の詩」を、1955年10月1日付「シカゴ・ディフェンダー」のコラムでティルに捧げている。それは国内で版を重ね、多くの異なる作家からさまざまな変化を加えられて発行され続けている。ミシシッピー出身で、しばしば人種問題を扱っている作家ウィリアム・フォークナーは、ティルに関して2冊のエッセイを発表している： 1つは、彼が裁判前にアメリカの統一を嘆願した物、もう一つは、1956年にハーパーズ・マガジンに掲載された「On Fear」と言うタイトルで、「なぜ、不合理な推理に基づいて人種感情が形成されていくのか」と疑問を投げかけている。1957年のテレビシリーズ「USスチール・アワー」の中で、ティルの事件をモチーフとしたエピソードが「最後の審判の日の正午」（Noon on Doomsday）というタイトルで紹介され、これを書いた脚本家ロッド・サーリングは「如何にミシシッピーの白人が、素早くブライアントとミランの支持に回ったか」について焦点を当てた。そのシリーズの中で直接ティルの名前こそ出なかったが、犠牲者は黒人であり（明らかにティルの事件を連想させる物であったため）、白人市民連合はUSスチールのボイコットを宣言した。最終的に、その作品はティルの事件には似ていなかった。詩人グウェンドリン・ブルックスは、1960年に「ブロンズビルの母はミシシッピーを徘徊する。その傍らでミシシッピーの母はベーコンを焼く」(A Bronzeville Mother Loiters in Mississippi. Meanwhile, A Mississippi Mother Burns Bacon)と言う題名で詩を書いている。同じ年、小説家ハーパー・リーは、アメリカ深南部の情景を描いた「アラバマ物語」（To Kill a Mockingbird）で、白人の女性を強姦したと言う罪状で起訴された黒人「トム・ロビンソン」を弁護する白人の弁護士が、周囲の中傷を受けながらも職務を遂行して行く姿を描いている。公民権運動に多大な影響を及ぼしたリーの小説の主人公「トム・ロビンソン」について、リーはその起源を公に述べなかったが、文学教授パトリック・チュア（Patrick Chura）は、ティルの事件とロビンソンとの間のいくつかの明らかな類似点を指摘している。ワシントン大行進にも参加した小説家ジェイムズ・ボールドウィンは、1964年のドラマ「チャーリー氏のためのブルース」で、ティルの事件をやや緩めに取り入れて基礎を形成して行った。後に彼は、ティルの事件が数年間彼を悩ましていたと明かした。
ボブ・ディランは、1962年に「ザ・デス・オブ・エメット・ティル」レコーディングしている。 黒人作家アニー・ムーディーは、1968年の自叙伝「ミシシッピーに来たる時代」の中でティルについて言及しており、1955年秋頃には最初に「憎む事」を覚えたと明かしている。 カリブ出身の作家オードリー・ロードの1981年の詩集「Afterimages」では、ティルの事件と裁判の24年後に、キャロライン・ブライアントのことを考えている黒人女性の情景に焦点を当てており、また B・M・キャンベルの1992年の小説「Your Blues Ain't Like Mine」は、ティルの死を中心に構成されている。作家トニ・モリスンの、2010年現在唯一のミュージカル「エメットを夢見て」（1986年）は、フェミニストが黒人社会の中で男性と女性の交流を観察している情景を描いているが、これは「復讐の為に蘇った一人の男の目を通して見た時間」を考えている間、このアイディアが思いつき、書いた物である。 学者クリストファー・メタースによれば、ティルはしばしば文学上でその様相が変わって来ており、ミシシッピーの白人達を悩ます亡霊として、彼らの悪との関係を、また不正に対する沈黙について彼らを追及している。

## 再捜査

### 関係者のその後
ミランとブライアントは、数年間テキサスに居住した後、ミシシッピーに戻った。ミランは、1980年に61歳でガンにより死亡した。ブライアントは、テキサスにいる間は溶接工として働いたが、その為彼の後半生は半盲となった。ブライアントとキャロラインはある時期離婚し、ブライアントは1980年に再婚した。彼は、ミシシッピーのルービルで商店を経営していたが、1984年と1988年にはフードスタンプの扱いに関する詐欺の罪で有罪になっている。ブライアントは、1994年に63歳でガンにより死亡した。エメット・ティルの母は、ジーン・モブリーと再婚し、教師の職を得て、そして彼女の息子に起こった出来事について人々を啓発する活動家として、彼女の人生を費やした。1992年、ロイ・ブライアントがティルの殺人への関与について取材されている間、ティル-モブリーはそれを聞く機会があった。ティル-モブリーが聞いているとは知らないブライアントは、エメット・ティルが彼の人生を滅ぼしたと主張し、後悔の面は表さず、「エメット・ティルは死んだんだ、なんで死んだままでいてくれないんだ、俺には分からない」と述べた。キャロライン・ブライアントは2023年に死亡した。

### 再捜査の決定
1996年、ドキュメンタリー映画製作者キース・ボーシャンはティルの開かれた棺の写真に大いに心を動かされ、 ティルの事件を扱ったドキュメンタリー作品の製作開始に伴い、事件の背景調査を開始し、再婚したキャロライン・ブライアント・ドーハムを含む14人が事件に関与していた可能性がある事を主張した。モーセ・ライトは、ライトの前庭で、ブライアントとミランがティルを連れ去る直前、誰かの「小さな声」を聞き、それが、ティルを探していた者の声だったと確信した。ボーシャンは「エメット・ルイス・ティルの知られざる物語」(The Untold Story of Emmett Louis Till)の製作に9年費やし、2003年に完成した。同じ年、PBSは、テレビシリーズ「アメリカン・エクスペリエンス」の中で、「エメット・ティルの殺人」の特集を組み、放送した。スティーブン・ホイットフィールドが1991年に本を出版し、別の本が2002年にクリストファー・メタースによって書かれ、またメイミー・ティル・モブリー自身の回想録も翌年出版された。それらによって、誰が殺人に加担し、また犯人隠匿に関わっていたか、そして川から引き上げられた遺体の身元特定の問題が解決するに至った。 2004年、アメリカ合衆国司法省は、ミランとブライアント以外の人物が関わっていたかどうか再調査する為、この事件の再捜査を行う事を公表した。アラバマ大学教授で歴史研究家のデーヴィット・ベイトーは、「ティルの事件は、『ケネディ大統領暗殺事件』と同様に、今や神話としての価値にまで昇華して行った」と述べている。
2005年、遺体は掘り出され、改めてクック郡検死官によって検視が執り行われた。DNAテストに於いてティルの親族と比較した結果、その遺体は十分にティルである事が証明できた。頭蓋骨の大きな損傷、左の大腿骨折、両手首の骨折が認められた。 45口径のピストルの銃弾と認定できる金属片が、銃創と一致する頭蓋骨内で見つかった。

### 大陪審での結論
2007年2月、主に黒人の陪審員で構成されたレフロア郡大陪審において、黒人の主任検察官ジョイス・チャイルズは、14人がティルの誘拐と殺人に加担したというボーシャンの主張について、信用できる根拠が見つからなかったと結論付けた。ボーシャンは、その決定に激怒したが、ドキュメンタリー「Eyes on the Prize」の製作に携わったデヴィット・ベイトーとファン・ウィリアムズは、歴史を蒸し返し、他の未解決事件から注意をそらす行為だとして、ボーシャンに批判的だった。同様に大陪審は、キャロライン・ブライアント・ドーハムに対する告訴の十分な理由を見出す事が出来なかった。ボーシャンによって共犯者として指摘されたヘンリー・リー・ロギンズに関しては、FBI も大陪審も共に、事件に関与したという僅かな信用できる証拠すら発見出来なかった。ロギンズ以外に、事件に加担したとされる人物の名を公表する事を、2010年現在、ボーシャンは拒否している。

## 公民権運動の拡大
ティルの事件は、常に注目を受ける様になり、南部に於いて、黒人差別に対する正義の象徴となった。1955年、「シカゴ・デフェンダー」は、大勢への投票を呼びかけ、無罪判決に反対する様、読者に訴えた。メドガー・エヴァーズの未亡人、マイリー・エヴァーズは、「なぜなら、我々黒人は、たとえそれが子供でも人種差別と偏狭さと死の危険にさらされていると全国的に公表されたので、このティルの事件は、黒人と白人の両方共、特に白人コミュニティーを含むミシシッピーの基盤を震えあがらせるほど強く共鳴している」と述べている。NAACPは、メイミー・ティル・ブラッドレーに、彼女の息子の人生、死と裁判の事実について、全国を回る講演旅行ツアーに参加するよう要請を行った。このツアーは、NAACP のキャンペーン企画の中でも特に成功した物だった。ジャーナリストのルイス・ローマックスは、ティルの死が「黒人の反乱」の始まりの時と認識し、また学者クレノラ・ハドソン-ウィームズは、ティルを黒人の公民権獲得の為の「犠牲」として描写している。NAACP責任者、アムジー・ムーアは、ティルを、少なくともミシシッピーに於ける公民権運動の始まりと考える。1987年、エミー賞を受賞した14時間のドキュメンタリー「Eyes on the Prize」、とこれに関連する読書資料「Eyes on the Prize」と「Voices of Freedom」は、公民権運動に関する重要人物を詳細に取り上げており、全ての動きは、エメット・ティルの殺人から始まる。さらにスティーブン・ホイッティカーは、ティルの死と裁判の結果起こった事を以下の様に述べている； 
ミシシッピーは、典型的な人種差別と白人優越論の砦として国中の視線が集まった。この時以降、僅かな人種問題に起因する事件は、国中のどこでもスポットライトを照てられ、広く知らしめられる様になった。南部及び国内周辺の黒人にとって、この評決は、ノブレス・オブリージュの終焉を意味した。白人権力側に対する信頼は、急速に弱まって行った。 法規主義に対する黒人の信頼は弱まり、そして、アラバマ州モンゴメリーの「バス・ボイコット事件」を期に、黒人の反乱は1955年12月1日に公式に始まった。
モンゴメリーに於いて、ローザ・パークスは、白人のバス乗客に彼女の席を譲る運転手の要求を拒否し、「バス・ボイコット運動」において一年間に渡る草の根運動を展開し、最終的に市側の人種隔離政策を撤廃させる事に成功した。後にパークスは、立ち上がって後部に移動するのを拒否した時「私はエメット・ティルについて考えました。その時、私は後ろに下がる事が出来ませんでした」と語っている。歴史家クレイボーン・カーソンによれば、ティルの死と1957年のリトルロック高校事件を期に、特に若い黒人層の中にある不満を表明する、初期の単独の抗議と言う形で、1960年代の座り込みと言うデモンストレーションが生まれて行った。 ティルのひどく損壊された遺体の写真を見た後、ケンタッキー州ルイビルにいた若き頃のカシアス・クレイ（後の有名なボクサーモハメド・アリ）と友人らは、彼らの欲求不満のはけ口に、地元の列車車両庫を破壊し、機関車エンジンを走行不可能にした。 1963年、サンフラワー郡の住民（小作人）だったファニー・ルー・ヘイマーは、選挙のために登録しようとして投獄され、警察から拷問を受けた。翌年、彼女は「フリーダム・サマー・キャンペーン」を主催し、積極的にデルタ地域を回り、黒人住民に対し選挙登録への推進運動を行った。1954年以前は、デルタ地域に於ける黒人の人口が40パーセントを占めていたにもかかわらず、僅か265人の黒人が選挙登録していたのみだった。エメットが殺害された年の夏は、デルタ地区の黒人は一人も選挙登録をしていなかった。 1964年、「フリーダム・サマー」は、63,000人の黒人の有権者を登録するに至った。だがミシシッピー州内の既成政党に加わる事は禁じられていたので、彼らは自身の政党を設立する必要性が生じた。
ティルは、今もなお、文学芸術において、そして様々な形の祈念として、人々の注目を集めている。1976年、エメットを記念する銅像の除幕式がデンバーで行われ（像は、その後プエブロ (コロラド州)に移された）、ティルとマーティン・ルーサー・キング・ジュニアが共に歩く姿を見る事が出来る。ティルの名は、公民権運動に命を捧げた40人の内の一人に加えられ（殉教者とみなされ）、1989年に完成した、アラバマ州モンゴメリーの公民権運動記念碑にその名前が刻まれている。1991年には、シカゴ市内71番通りの7-マイル (11 km)に渡り、「エメット・ティル通り」と命名された。メイミー・ティル・ブラッドレーは、血の日曜日事件の35周年祈念式典を含む様々な祈念イベントに出席した。後にメイミーは、彼女自身の思い出を書いている；「エメットが生きている間に出来なかった重要な事を、死において成し遂げたと、私は理解します。それでも、私はエメットに殉教者であって欲しいと思いませんでした。ただ、良い息子であって欲しいだけでした。それほど多くの人々の犠牲によって成し遂げられ、成し得たすべての大きな成果を私自身は理解しましたが、本当はもっと別の方法でそれを成し遂げる事が出来たら（良かった）と言う事を、私自身は願っていた事に気が付きました」 ティル・モブリーは、2003年に死去し、同じ年、彼女の回顧録が出版された。
かつてティルが在籍したシカゴの「ジェームズ・マッコッシュ小学校」は、2005年に「エメット・ルイス・ティル数理アカデミー」（Emmett Louis Till Math And Science Academy）と名前が変更された。「エメット・ティル記念ハイウェー」は、ミシシッピーのグリーンウッドとタトワイラーの間、ティルの遺体がシカゴに向かう駅まで通じるルートに開通した。そしてそれは、「クラレンス・ストライダー・記念ハイウェイ」と交差している。
2007年、タラハシー郡は、ティルの家族に対し、公式な謝罪を行ない、次の様に宣言した； 「我々タラハシー郡の住民は、エメット・ティルの裁判が、大変な誤審であった事を認めます。我々は、正しく正義を追求する事が出来なかった事について、申し訳なく思います。」 同じ年、ジョージア州議員で、1965年のセルマの行進の際に殴られ、頭蓋骨を骨折したジョン・ルイスは、公民権闘争時代の未解決の殺人事件を調査し、遂行するための計画を後援する為のスポンサーとなった。「2007年エメット・ティル、未解決の市民権犯罪行為に関する法律」は2008年に成立した。
2009年7月9日、バー・オーク墓地の遺体を掘り起こし、遠方地域に投棄した後、墓地区画を再販する計画を立てたとして、墓地のマネージャーと3人の労働者が告発された。ティルの墓に被害は無かったが、ティルの以前のガラスの蓋が付いた棺が倉庫で荒れ果てて放置されているのが発見された。ティルが2005年に新しい棺で再度埋葬された時、（既に）エメット・ティル記念博物館の構想が上がっており、そこに彼の元の棺が設置される予定であった。その記念博物館の為の募金の管理をしていた墓地マネージャは、その寄付金を横領した。どの位の寄付金が横領されたかは不明である。変色した棺、破れた棺内装の生地、その中でうごめいている生物、それらの確認を墓地管理局も怠ったが、ガラスのふたは無傷だった。その1ヵ月後、ワシントンD.C.のスミソニアン・アフリカ系アメリカ人歴史博物館は、ティルの棺を入手した。館長のロニー・バンチ3世(Lonnie Bunch III)は、「それは将来、来訪者を（その前に）立ち止まらせ、考えさせる重要な展示物になるだろう」と述べている。

## ティルの事件を扱った文学・芸術作品
音楽
- 「ザ・デス・オブ・エメット・ティル」 - ボブ・ディラン

小説
- 『狼の遠吠え』（1993年）- ルイス・ノーダン（英語版）
- 『生贄の地』（2007年） - ダニエル・ブラック

ノンフィクション
- 『1955年、ミシシッピーの裁判』（2003年） - クリス・コーウィー

詩集
- 『エメット・ティル』（1991年） - ジェームズ・エマニュエル（英語版）
- 『エメット・ティルへの花輪』（2005年） - マリリン・ネルソン（英語版）

ドラマ
- 『ミシシッピーとエメット・ティルの顔（英語版）』（2005年） - デビッド・バー
- 『アニーとエメット』（2009年） - ジャネット・ランガート（英語版）

ミュージカル
- 『エメット・ティルの血』（2008年） - イファ・バイェーザ（英語版）

映画
- 『大統領の執事の涙』（2013年）
- 『ティル』（2022年）

## 伝記
- Beito, David; Beito, Linda (2009). Black Maverick: T. R. M. Howard's Fight for Civil Rights and Economic Power, University of Illinois Press. ISBN 978-0-252-03420-6
- Carson, Clayborne; Garrow, David; Gill, Gerald; Harding, Vincent; Hine, Darlene Clark (eds.) (1991). Eyes on the Prize: Civil Rights Reader Documents, Speeches, and Firsthand Accounts from the Black Freedom Struggle 1954–1990, Penguin Books. ISBN 978-0-14-015403-0
- Federal Bureau of Investigation (February 9, 2006). Prosecutive Report of Investigation Concerning (Emmett Till) (Flash Video or PDF). Retrieved October 2011.
- Gorn, Elliott (1998). Muhammad Ali: The People's Champ, University of Illinois Press. ISBN 978-0-252-06721-1
- Hampton, Henry, Fayer, S. (1990). Voices of Freedom: An Oral History of the Civil Rights Movement from the 1950s through the 1980s. Bantam Books（英語版）. ISBN 978-0-553-05734-8
- Houck, Davis; Grindy, Matthew (2008). Emmett Till and the Mississippi Press, University Press of Mississippi. ISBN 978-1-934110-15-7
- Mettress, Christopher (2002). The Lynching of Emmett Till: A Documentary Narrative, The American South series University of Virginia Press. ISBN 978-0-8139-2122-8
- Till-Mobley, Mamie; Benson, Christopher (2003). The Death of Innocence: The Story of the Hate Crime That Changed America, Random House. ISBN 978-1-4000-6117-4
- Whitaker, Hugh Stephen (1963). A Case Study in Southern Justice: The Emmett Till Case, Florida State University (M.A. thesis). Retrieved October 2010.
- Whitfield, Stephen (1991). A Death in the Delta: The story of Emmett Till, JHU Press. ISBN 978-0-8018-4326-6
- Wright, Simeon; Boyd, Herb (2010). Simeon's Story: An Eyewitness Account of the Kidnapping of Emmett Till, Chicago Review Press. ISBN 978-1-55652-783-8